# Bulbophyllum loherianum
Bulbophyllum loherianum là một loài phong lan thuộc chi Bulbophyllum.